# Karl Fager

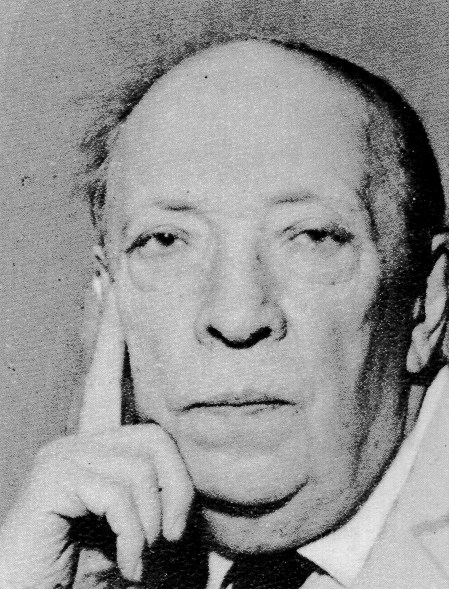
Karl Fager.

Karl (Carl) Georg Fager, född 3 juni 1883 i Helsingfors, död där 30 juni 1962, var en finländsk scenograf. 
Fager började som dekorationsmålare vid Arkadiateatern 1900–1902 och utbildade sig genom studieresor samt praktik bland annat på Dramaten i Stockholm. Han anställdes 1908 vid Finlands nationalteater, där han under drygt femtio år gjorde en betydelsefull insats som scendekoratör i den naturalistiska stilen. Han var även verksam vid Finska operan och vid Suomi-Filmi, till vars grundare han hörde. Han gjorde 1923 den stämningsfulla dekoren till legendspelet Vallis Gratiae på Svenska Teatern. Han tilldelades Pro Finlandia-medaljen 1950.